# Girne American University
La Girne American University és una universitat sense ànim de lucre establerta al Districte de Kerínia, una ciutat del nord de Xipre. La universitat va ser fundada el 1985 pel Sr. Serhat Akpinar com una institució d'educació superior d'estil americà. Forma part de YÖDAK, el consell coordinador de l'educació superior del nord de Xipre i YÖK, el seu paral·lel turc.

## Facultats
La universitat té diverses facultats i escoles de postgrau
- Facultat d'Enginyeria[4]
- Facultat d'Economia i Empresa
- Facultat d'Arquitectura, Disseny i Belles Arts.[5][6][7]
- Facultat d'Educació
- Facultat de Comunicació
- Facultat d'Humanitats
- Facultat de Dret
- Facultat de Ciències de la Salut

- Escola de Postgrau en Ciència i Tecnologia (Màster en Enginyeria i programes de doctorat)
- Escola de Postgrau en Ciències Socials (Programes de màster i doctorat)
- Escola de Ciències Aplicades
- Escola de la Marina
- Escola d'Infermeria
- Escola d'Esports i Recreació
- Escola d'Arts Escèniques

## Centres de recerca
Als Centres i Laboratoris de Recerca GAU es duen a terme investigacions avançades en els camps de la Ciència Aplicada, l'Enginyeria i la Tecnologia.
També disposa d'un Centre Internacional d'Estudis del Patrimoni (ICHS) és un centre de recerca i disseny fundat dins de la Facultat d'Arquitectura, Disseny i Belles Arts (establert des de 2012) i treballa en la recerca històrica, paisatgística i arqueològica i el projecte de restauració del monestir d'Acheiropoietos a Xipre.

## Publicacions
La Girne American University publica una revista científica anomenada GAU Journal of Social and Applied Science.

## Exalumnes destacats
- Asim Vehbi, conseller delegat i vicerector de Girne
- Nazım Çavuşoğlu, MA, membre del Parlament, República Turca del Nord de Xipre
- Özcan Can, antic membre de l'Ajuntament metropolità d'Istanbul, Turquia[17]
- Ömer Tuğsal Doruk, PhD en P., Professor de la Universitat d'Üsküdar, Turquia, i autor de Shadow Banking and Turkey[18][19]
- Gossy Ukanwoke, fundador de la Beni American University and Students Circle Network[20][21]